# Mythimna volupia
Mythimna volupia là một loài bướm đêm trong họ Noctuidae.